# Ichneumon byrdiae
Ichneumon byrdiae är en stekelart som beskrevs av Heinrich 1956. Ichneumon byrdiae ingår i släktet Ichneumon och familjen brokparasitsteklar. Inga underarter finns listade i Catalogue of Life.